# Hopkins (rzeka)
Hopkins – rzeka w Australii, w południowo-zachodniej części stanu Wiktoria. Ma 217 km długości. Wypływa w Wielkich Górach Wododziałowych, na południowy zachód od miejscowości Ararat. Płynie w kierunku południowym, uchodzi do Oceanu Indyjskiego na wschód od miasta Warrnambool. Została nazwana w 1836 roku przez Thomasa Mitchella na cześć jego przyjaciela Johna Paula Hopkinsa. Na rzece znajdują się rozległe wodospady Hopkins Falls o szerokości 90 metrów. 